# Rafael Nogueras Oller
Rafael Nogueras Oller o Rafel Nogueras Oller (Barcelona, 1880 - Barcelona, 7 d'abril del 1949) va ser un poeta i escriptor modernista i anarquista, vinculat als artistes del grup del Rovell de l'Ou. Picasso el retratà el 1900 entre els clients dels Quatre Gats.

## Biografia

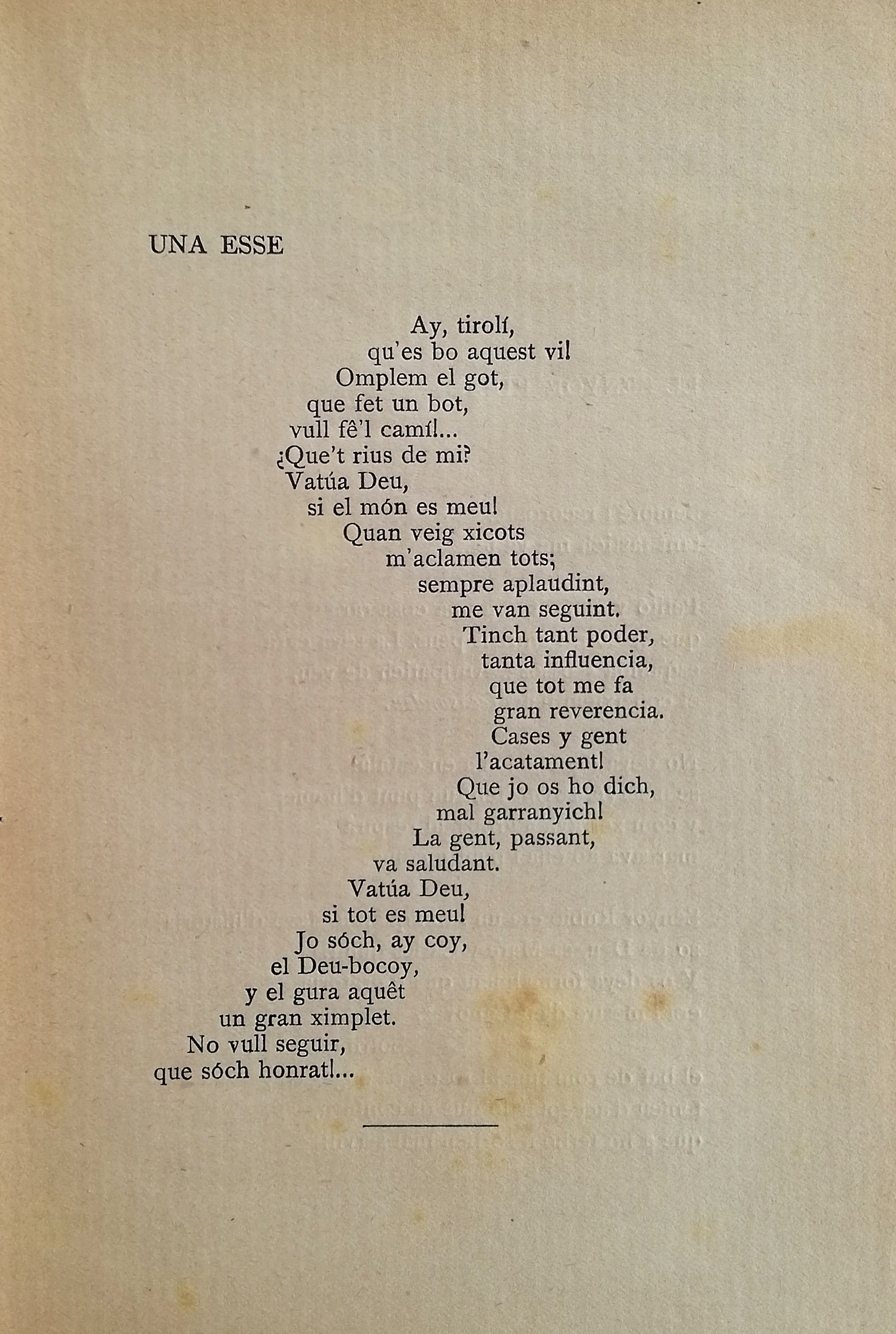
Cal·ligrama de Rafel Nogueras publicat l'any 1905, anterior als cal·ligrames d'Apollinaire. Apareix dins del llibre Les Tenebroses.

Publicà col·laboracions a les revistes L'Atlàntida (dues poesies, 1898 i 1899), La Talía Catalana (1898, 1899), Pèl & Ploma (1901), Catalunya Artística (1901), Joventut (1901, 1902, 1903, 1906), L'Esquella de la Torratxa (1912), entre d'altres. S'alineà amb el modernisme i l'anarquisme, i amb inspiració maragalliana publicà l'assaig de poesia social Les tenebroses (1905), amb un to sovint prosaic i reivindicatiu del proletariat, que s'exemplificava en el poema de La vaga (record de la vaga general del 1902). Al volum, s'hi recull també l'Oda número 2 a Barcelona, rèplica a la premiada (1883) Oda a Barcelona de Verdaguer; i un curiós cal·ligrama, La essa, una sàtira de la burgesia.
Edità els plecs efímers "Poti-Poti" (1906) amb dibuixos de Xavier Nogués, en què promogué una nova cançó popular, posant lletres punyents a melodies del moment. Publicà les novel·letes Pas de la mort, Ciutat endins i La "pecat mortal", la comèdia lírica Rodamón (1907) i el recull de narracions La cruz del camino (1915); i es dedicà al llibre infantil, amb obres de caràcter pedagògic, que publicà a l'editorial Antoni Bastinos entre 1909 i 1910, i fulletins d'aventures que aparegueren en fascicles (Aventures emocionants i instructives d'en Jo Puc..!, La vuelta al mundo por un pillete yanqui y su perro).
En el camp de la música per a l'escena, el 1907 estrenà, amb èxit, La cova del mar, quadro líric, amb música de Narcisa Freixas (amb qui posteriorment compongué altres cançons). També havia sigut autor de Jesús és nat (1906), amb música de Joaquim Grant (1880-29.2.1964), i de Un tzing-tzing, un tete, una R i una E (1907), amb música de Frederic Alfonso, ambdues estrenades, com La cova del mar, a la "Sala Mercè" de Lluís Graner; i seves foren les sarsueles del 1916 La archiduquesa, amb música d'Alfons Vila, i Rayo de luna, amb música de Francesc Payàs
 aquesta darrera. S'anuncià el 1917 l'obra La encantadora de serpientes, amb lletra de Nogueras i Manuel Ferradas, i música de Rossi i Alfredo Padovani, però no consta que mai arribés als escenaris.
Obtingué plaça de funcionari alhora que treballava de periodista, i deixà de banda la combativitat anarquista que l'havia marcat anteriorment. En la faceta de periodista, publicà a La Vanguardia  entre 1915 i 1921 pel cap baix, a Las Noticias i al El Correo Catalán (1926, 1930); durant la República també ho feu a La Humanitat, cosa que portà a que fos detingut per la policia
 en acabar la guerra civil espanyola.
S'havia casat amb Antonieta Llanas i Ribot, filla de l'escriptor Albert Llanas, el 1902. Va enviudar el 1926, i es casà novament amb Josefina Mora López. TIngué un fill, Rafael, i dues noies, Matilde i Maria.

## Obres
- Alfabeto ilustrado.  Barcelona: Antonio J. Bastinos, 1909.
- Astucias de cero en el país de los números.  Barcelona: Antonio J. Bastinos, 1910.
- Argelaguer, C. (il·lustracions). Aventures emocionants i instructives d'en Jo Puc..!.  Barcelona: La novel·la d'ara, s.a.[notes 3]
- Cinco mil duros. Historia de un golfo.  Barcelona: Les Bijoux Parisiens, 190-?.
- Ciutat endins.  Barcelona: La novel·la nova, 1918?. Versió en prosa de Les tenebroses
- Una Cosa que passa, pessa bilingüe en un acte y en vers.  Barcelona: Biblioteca de "La Talía Catalana", 1898. Estrenada el 1896
- La cruz del camino y otras narraciones.  Barcelona: Perelló y Vergés, 1915.
- Lambert, Joan B. (música). La Nit de San Joan = La verbena de San Juan, escena musical infantil.  Barcelona: Astort & Miralles, s.a.
- Opisso (il·lustracions). «El pas de la mort». A: Biblioteca literaria de "Catalunya Artística".  Barcelona: Catalunya Artística, 1901.
- La "pecat mortal".  Barcelona: La Novel·la d'Ara, 1923.
- Poti-poti. Romanso d'en Nogueras Oller.  Barcelona: Imp. Can Riera, 1906. Es publicaren cinc números, 1 (21 de juliol del 1906) a 5 (18 d'agost de 1906)
- Freixas, Narcisa (música). Rodamon, obra lírica en 2 actes i 5 quadros, estrenada 8 de Novembre de 1907.  Barcelona: Imp. J. Santpere, 1907?.
- Les Tenebroses.  Barcelona: Joventut, 1905.
- Viaje á través del mundo gramatical. Aventuras maravillosas, instructivas y emocionantes, de un niño y una niña.  Barcelona: Antonio J. Bastinos, 1909.
- La vuelta al mundo por un pillete yanqui y su perro.  Barcelona: F. Granada y Cia., 1911. [notes 4]